# Personaggi shakespeariani
Questo è un elenco di personaggi che appaiono nei drammi di William Shakespeare.

## A
- Aronne (Aaron) è un moro, personaggio negativo del Tito Andronico.
- Adamo è un servo anziano e gentile, che si dice esser stato interpretato dallo stesso Shakespeare, in Come vi piace.
- Il Duca di Albany è il marito di Goneril in Re Lear.
- Andrea: (Sir Andrew Aguecheek) è un cavaliere, pretendente di Olivia, in La dodicesima notte.
- Andronico:

1. Marco Andronico è il fratello di Tito Andronico.
2. Tito Andronico, generale romano, è il protagonista della tragedia omonima Tito Andronico.

- Alonso è il re di Napoli, nemico di Prospero, ne La tempesta.
- Amleto, principe di Danimarca, è protagonista della tragedia omonima Amleto. Vuole vendetta per l'assassinio del padre (Re Amleto) da parte di suo zio Claudio.
- Re Amleto è il padre di Amleto. Il suo fantasma appare per esortare il figlio a vendicarlo dell'assassinio subito per mano del fratello Claudio: gli chiede tuttavia di risparmiare l'ex moglie Gertrude, rimandando il suo giudizio alla divina provvidenza.
- Anna, la figlia dei signori Page in Le allegre comari di Windsor. Ama Fenton, ma suo padre vuole che sposi Slender e sua madre vuole che sposi Caius.
- Antonio:

1. Antonio è un personaggio principale de Il mercante di Venezia. Shylock pretende una libbra della sua carne.
2. Antonio è il fratello di Leonato in Molto rumore per nulla.
3. Antonio è il capitano di vascello che salva, e ama, Sebastiano in La dodicesima notte.
4. Antonio è fratello e usurpatore di Prospero ne La tempesta. Cospira con Sebastiano per uccidere Alonso e Gonzalo.

- Tre Apparizioni appaiono a Macbeth, rivelando profezie.
- Il Duca di Aragona è uno sfortunato pretendente di Porzia ne Il mercante di Venezia.
- L'Arcivescovo di Canterbury (personaggio storico) è un personaggio importante del primo atto di Enrico V, che spinge il monarca a rivendicare i propri diritti sulla corona di Francia.
- Ariel è uno spirito, controllato (ma in seguito liberato) da Prospero ne La tempesta.

## B
- Baldassarre:

1. Baldassarre (Balthazar) in Molto rumore per nulla è al seguito di Don Pedro e si diletta nel canto. In scena porta due canzoni: Sigh no more (Atto II, Scena III) e Pardon, goddess of the night (Atto V, Scena III).
2. Baldassarre (Balthazar) in Romeo e Giulietta è il paggio che informa Romeo della morte di Giulietta.

- Banquo è un capitano che, con Macbeth, incontra le tre streghe e ascolta le loro profezie. Viene in seguito ucciso per ordine di Macbeth. Il suo spirito riappare infine durante una festa, incutendo terrore a Macbeth.
- Bardolfo, personaggio al seguito di Sir John Falstaff in Enrico IV, parte 1 ed Enrico IV, parte 2. In Le allegre comari di Windsor è uno scrivano. Viene impiccato per un furto in Enrico V.
- Bassanio, caro ad Antonio, è il pretendente che conquista la mano di Porzia ne Il mercante di Venezia.
- Bassiano, in Tito Andronico è il fratello più giovane di Saturnino, ed è innamorato di Lavinia, che ha sposato segretamente.
- Battista Minola è il padre di Caterina e Bianca in La bisbetica domata.
- Bernardo è un soldato nel primo atto di Amleto.
- Beatrice è un personaggio principale in Molto rumore per nulla. Nipote di Leonato, è in continua lotta con Benedetto. Il suo astio sembra provenire da una passata relazione finita male con il giovane padovano. Nonostante non palesi mai chiaramente tale situazione passata, una battuta del II atto, scena I, fa intendere che ella abbia in passato dato il suo cuore a Benedetto, il quale l'avrebbe ricambiata con un rifiuto. Dipinta come sdegnosa, si rivela donna sagace ed intraprendente: come molti personaggi femminili scespiriani, è l'unica ad opporre resistenza ai soprusi, come quando Claudio accusa la cugina.
- Benedetto (Benedick) è un personaggio principale in Molto rumore per nulla, caratterizzato da una profonda misoginia. Giovane padovano, compagno d'armi degli spagnoli, si caratterizza come un personaggio fortemente polemico nei confronti dell'universo femminile e fortemente avverso alle smanie amorose. Nemico giurato del matrimonio, vede nel sacramento la fine della voglia di libertà mascolina. Palesa i suoi pensieri nel corso di illuminanti monologhi, come quello che introduce la terza scena del secondo atto.
- Benvolio è un amico di Romeo in Romeo e Giulietta.
- Bianca è la sorella minore di Caterina (Katherine) ne La bisbetica domata, dal carattere dolce a amabile, in contrapposizione alla "bisbetica".
- Bianca è l'amante di Cassio in Otello.
- Biondello è un servo di Lucensio in La bisbetica domata.
- Borraccio è un ubriacone, servo di Don Juan, in Molto rumore per nulla.
- Bottom, in Sogno di una notte di mezza estate, è un attore della compagnia teatrale di Atene nonché tessitore. Tramutato per magia in un uomo con la testa di asino, recupererà le sue vere sembianze alla fine della commedia.
- Brabanzio (Brabantio) è il padre di Desdemona, che si oppone drasticamente al matrimonio di lei con Otello.

## C
- Calibano, figlio di un demone e una strega, Sycorax, è lo schiavo deforme di Prospero ne La tempesta.
- Michele Cassio è il luogotenente di Otello. Iago persuade Otello che Cassio stia intrecciando una tresca con la moglie di Otello, Desdemona.
- Celia è la figlia del duca Frederick e la cugina di Rosalinda in Come vi piace. Legata a Rosalinda da un profondo affetto fraterno, fugge con lei nella foresta di Arden dove prende il nome di "Aliena" (straniera). Alla fine della vicenda si innamora (ricambiata) di Oliviero, fratello di Orlando, e lo sposa.
- Claudio:

1. Claudio è il migliore amico di Benedetto in Molto rumore per nulla. Fiorentino, è in missione d'armi al seguito di Don Pedro d'Aragona, dove si è distinto per destrezza e bravura. In combutta con Don Pedro e Leonato, farà credere a Benedetto di essere amato da Beatrice. Colpito dalla giovane Ero, se ne innamora e viene da lei ricambiato, giungendo presto alla promessa di matrimonio. Ingannato da Don Juan, finisce col credere Ero una traditrice e la ripudia sull'altare: convinto del suo errore dall'arresto degli sgherri di Don Juan che confessano il tranello, si offre di maritarsi con la figlia di Antonio per lavare l'onta di aver fatto morire di dolore Ero.
2. Re Claudio è lo zio e patrigno di Amleto. Ha ucciso suo fratello, il vecchio Amleto, prendendone la corona e la sposa, la regina Gertrude.

- Conte (titolo): Il Conte di Gloucester è il padre di Edgar ed Edmund, a cui vengono cavati gli occhi dal Duca di Cornovaglia, in Re Lear.

Carruba (vedi Dogberry)
- Caius
- Caio (Caius) (vedi Il Conte di Kent)

1. Caio Marzio (Caius Marcius) è il personaggio centrale di Coriolano, che guadagna il titolo di "Coriolano" per aver trionfato sui Volsci presso Corioli
2. Dottor Caius (Doctor Caius)(hist-ish) è un dottore francese in Le allegre comari di Windsor. Ambisce a sposare Ann Page.
3. Vedi anche Earl of Kent.

- Capuleti:nobile famiglia veronese, in Romeo e Giulietta è in perenne contrasto con i Montecchi.

1. Capuleti è il padre di Giulietta in Romeo e Giulietta.
2. Lady Capuleti è la madre di Giulietta in Romeo e Giulietta.
3. Anziano Capuleti è un personaggio minore - un parente dei Capuleti- nella scena della festa di Romeo e Giulietta.
4. Vedi anche Giulietta e Tybalt.

- Charles:

1. Charles lottatore corpulento, sconfitto da Orlando, in Come vi piace.

- Chirone e Demetrio, sono i due figli di Tamora in Tito Andronico. Essi rapiscono, violentano e mutilano Lavinia, e vengono alla fine uccisi e cucinati da Tito, che li serve come cibo a Tamora.
- Cobweb è una fata in Sogno di una notte di mezza estate.
- Conrade è un contadino, un servo di of Don Giovanni, in Molto rumore per nulla.
- Cordelia È la più giovane e bella figlia di Re Lear. Ella sposa il Re di Francia. Alla fine dell'opera morirà impiccata per ordine di Edmund.
- Corinna (Corin) è una gentile pastorella in Come vi piace.

1. Il Conte di Kent è un seguace di Re Lear che sfugge all'esilio travestendosi da servo e chiamandosi Caio.

## D
- Demetrio:

1. Demetrio è innamorato di Ermia all'inizio di Sogno di una notte di mezza estate. Più tardi, si innamora e si sposa con Elena.
2. Demetrio figlio di Tamora in Tito Andronico. Rapisce e mutila Lavinia, e viene in seguito ucciso da Tito, che poi lo serve come pietanza a Tamora.

- Desdemona è l'onesta moglie di Otello. Vittima delle calunnie di Iago che la dipingono come una donna infedele, muore soffocata per mano del marito, pazzo di gelosia.
- Dogberry (Carruba) è il capo delle guardie di ronda a Messina in Molto rumore per nulla. Il nome significa letteralmente "bacca di cane", in riferimento ad un particolare tipo di frutto selvatico (probabilmente l'uva spina) tipico del bacino del Mediterraneo. La sua estrazione sociale è inferiore a quella di altri personaggi: nel confronto con loro il linguaggio del poliziotto va incontro ad inevitabili papere linguistiche. Nonostante che all'apparenza il personaggio sembri unicamente avere la funzione di animare la commedia per fornire uno spunto comico e parodistico, è invece grazie al suo impegno risolutivo nello scoprire i piani di Don Juan, che il "molto rumore" si quieterà.
- Don (prefisso):

1. Don Giovanni (Don John) è il fratellastro di Don Pedro, e trama contro di lui in Molto rumore per nulla.
2. Don Pedro è il principe di Aragona in Molto rumore per nulla.

- Duca (titolo):

1. Il Duca di Albany è il marito di Goneril in Re Lear.
2. Il Duca di Aragona è uno sfortunato pretendente di Porzia ne Il mercante di Venezia.
3. Il Duca di Borgogna è un pretendente di Cordelia in Re Lear. Egli ritira la sua offerta di matrimonio quando la fanciulla rimane senza dote.
4. Il Duca di Cornovaglia è il marito di Regan, il quale ordina che siano cavati gli occhi del conte di Gloucester in Re Lear.

- Duncan è il re di scozia, ucciso da Macbeth.

## E
- Edgar (Edgardo), in Re Lear, è il figlio legittimo di Gloucester. Calunniato dal fratellastro Edmund, fugge in una landa desolata in cui si traveste da mendicate, prendendo il nome di "povero Tom".
- Edmund (Edmondo), in Re Lear è il figlio bastardo di Gloucester, e cerca di usurpare i diritti del fratello Edgard.
- Egeo è il padre di Ermia in Sogno di una notte di mezza estate. Egli desidera che Ermia si sposi, contro la sua volontà, con Demetrio.
- Elena, in Sogno di una notte di mezza estate, è una ragazza innamorata del giovane ateniese Demetrio che però ama Ermia. Dopo varie avventure riuscirà a sposare il suo amato.
- Emilia, in Otello, è la moglie di Iago e dama di Desdemona. Istigata dal marito, ruba il fazzoletto della sua padrona, che Otello considerava come un pegno di fede, e che servirà a Iago come falsa prova dell'infedeltà di Desdemona. Dopo aver rivelato l'inganno del marito, muore, trafitta dallo stesso.
- Ermia, in Sogno di una notte di mezza estate è la ragazza amata da Lisandro e Demetrio. Dopo varie schermaglie e incantesimi sposerà Lisandro, mentre Demetrio sposerà Elena.
- Ermione, ne Il racconto d'inverno è la moglie di Leonte, re di Sicilia. Creduta erroneamente adultera dal marito viene processata, e alla perdita del figlioletto, amareggiato dalla situazione, viene creduta morta. In realtà è stata tramutata in statua di sale per preservarla dal dolore: alla fine della tragicommedia ridiverrà umana, permettendone la riconciliazione con il marito.
- Ero, in Molto rumore per nulla è la giovane figlia di Leonato, cugina di Beatrice e promessa sposa di Claudio. Vittima di uno scherzo ordito dal perfido Don Juan, viene creduta non più vergine ed abbandonata da Claudio sull'altare, creduta poi morta dal dispiacere. Dopo l'arresto dei colpevoli il suo onore verrà ristabilito e convolerà a nozze con Claudio.

## F
- Falstaff

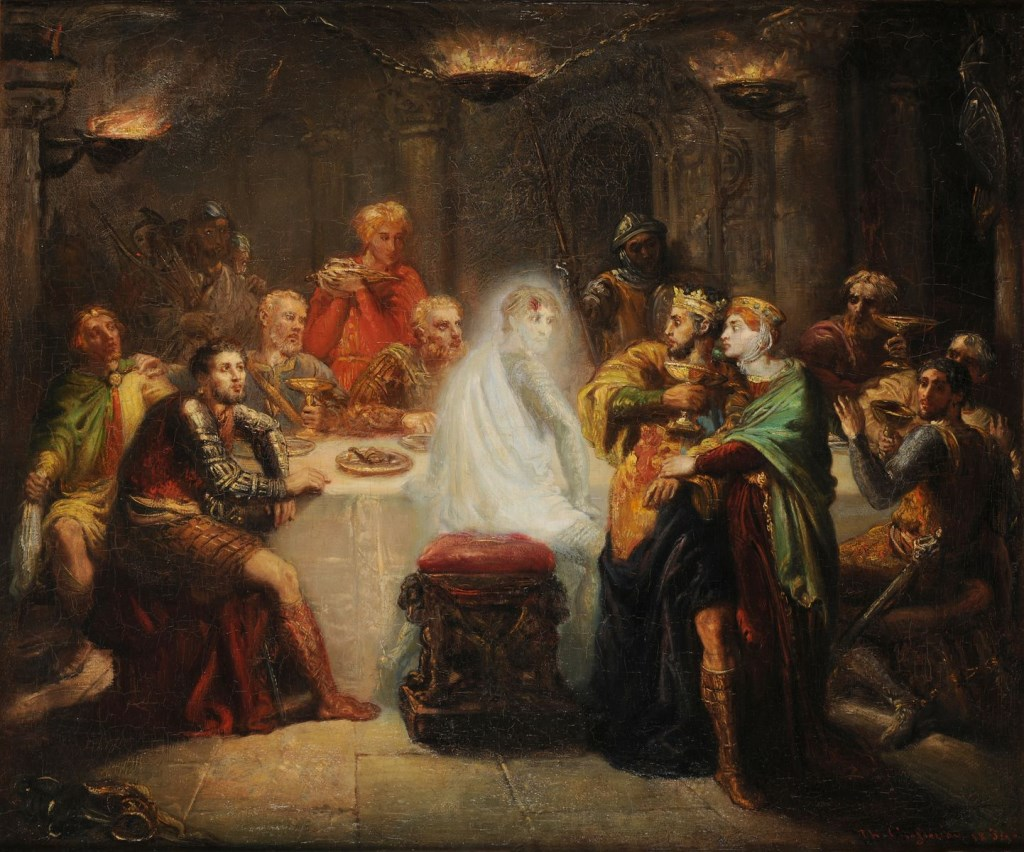
Macbeth vede il fantasma di Banquo di Théodore Chassériau (1819-1856)

- Fantasma. I seguenti personaggi appaiono come fantasmi: vedi la relativa voce.

1. Banquo.
2. Re Amleto.

- Fleance. Figlio di Banquo, in Macbeth. Egli scappa quando suo padre viene ucciso.

## G
- Gertrude, in Amleto, è la regina, madre di Amleto, che sposa Claudio, l'assassino di suo marito, il padre di Amleto. Muore bevendo da una coppa avvelenata destinata da Claudio ad Amleto.
- Giulietta Capuleti, della nobile famiglia Capuleti di Verona, in Romeo e Giulietta si innamora di Romeo, appartenente alla famiglia Montecchi nemica dei Capuleti. I due giovani si sposano segretamente, ma Romeo durante una lite uccide il cugino di Giulietta Tebaldo, ed è bandito. Frate Lorenzo, che ha sposato i due, dà a Giulietta una pozione che la rende come morta in modo che poi Romeo possa portarla via dalla cripta e fuggire con lei a Mantova. Ma Romeo non è avvisato in tempo e credendo morta Giulietta si avvelena. Svegliatasi e visto Romeo morto, Giulietta si uccide con il suo pugnale.
- Giulietta, in Misura per misura, è l'amante di Claudio.
- Gloucester:
  1. Gloucester, in Re Lear, è il Conte padre di Edgar (figlio legittimo) e di Edmund (figlio illegittimo).
  2. Riccardo, duca di Gloucester, divenuto poi re col nome di Riccardo III.
- Gomito (Elbow), in Misura per misura, è una guardia di città.
- Goneril, (Gonerilla) in Re Lear, è la figlia maggiore di Re Lear, sposa del Duca di Albany. Inganna il padre con false attestazioni di amore per avere i suoi beni, ma poi lo tradisce e cospira contro di lui insieme alla sorella Regan. Dopo lo scontro fra l'esercito francese e quello inglese, decide di avvelenare la sorella (sua rivale nell'amore per Edmund). Tuttavia i suoi intrighi vengono ugualmente scoperti, perciò ella si uccide pugnalandosi al cuore.
- Guildernstern e Rozencrantz sono due vecchi amici di università di Amleto, invitati alla corte di Danimarca per spiarlo. In seguito accompagnano Amleto in Inghilterra, ignari di stare recapitando una lettera di morte per l'amico. Amleto fugge, dopo aver modificato la lettera che li condurrà all'esecuzione.
- Gonzalo è l'anziano e onesto consigliere di re Alonso in La Tempesta.

## H
- Hero (vedi Ero).

## I
- Iago, in Otello, è l'alfiere di Otello, condottiero moro della Repubblica di Venezia. Animato da risentimento e odio, riesce con la sua astuzia a far destituire il luogotenente Cassio dalla sua carica, e poi a convincere Otello che la moglie, Desdemona, lo tradisca proprio con Cassio. Una finta prova, carpita con l'inganno, conferma i sospetti di Otello che strangola la moglie. Quando l'intrigo viene scoperto e viene alla luce l'innocenza di Desdemona, Otello si uccide e Iago viene arrestato.
- Imogene (Imogen), in Cimbelino, è la figlia del re Cimbelino di Britannia. Innamorata del nobile Postumo, lo sposa in segreto dal padre che vuole invece darla in matrimonio a Cloteno. Quando la sua fedeltà viene ingiustamente messa in dubbio, si traveste da uomo e dopo una serie di peripezie, dimostra la sua innocenza ed ottiene infine la benedizione paterna.
- Ippolita, in Sogno di una notte di mezza estate, è la regina delle amazzoni e consorte di Teseo.

## J
- - Jessica, in Il Mercante di Venezia, è figlia di Shylock.
  - Don Juan, in Molto rumore per nulla è il fratello bastardo di Don Pedro di Aragona. In passato ha meritato la sfiducia del fratello, da poco riconquistata. L'astio di Don Juan non è però sazio. Ordisce un tranello con i suoi due sgherri, Corrado e Borraccio, per screditare la giovane Ero agli occhi del nobile fiorentino e promesso sposo Claudio. Fuggito da Messina per non incorrere nella giusta punizione, verrà riacciuffato alla fine dell'ultimo atto.

## K
- Katherine (Caterina): In La bisbetica domata è la figlia maggiore di Battista, ribelle e irascibile, ma anche brillante e arguta. Si "arrenderà" poi a Petruccio, sposandolo.
- Kent, in Re Lear, è un fedele vassallo costretto tuttavia all'esilio per aver mosso un consiglio sgradito al re. Per poter continuare a rimanere fedelmente a fianco di re Lear, si camuffa da servo restando così servizio del suo signore.

## L
- Laerte, nell'Amleto è il figlio di Polonio e fratello di Ofelia. La morte del padre e della sorella lo gettano nella rabbia, spingendolo ad affrontare Amleto, ritenuto colpevole delle due morti, in un duello che li porterà entrambi alla morte.
- Lavinia, in Tito Andronico, è la figlia del generale romano Tito Andronico. Demetrio e Chirone, i due figli della regina dei Goti, Tamora, la violentano, le tagliano le mani e la lingua perché non possa denunciarli, e uccidono il suo fidanzato Bassanio. Del delitto sono incolpati i figli di Tito, di cui due sono uccisi, il terzo esiliato. Lavinia riuscirà comunque a indicare i suoi stupratori e la vendetta di Tito Andronico sarà atroce.
- Re Lear, in Re Lear, è il re di Britannia che decide di abdicare in favore delle figlie, ma prima chiede loro di testimoniare il suo affetto. Credendo alle due maggiori che ipocritamente lo lusingano, e diseredando la minore e più sincera Cordelia, dà il via a una complessa serie di eventi che culminano nel complotto contro di lui e nella tragedia finale, con la morte delle due figlie traditrici e della stessa Cordelia. Lear muore di dolore.
- Leonato, in Molto rumore per nulla, è il padre di Ero, desiderata in sposa dal nobile Claudio, ma abbandonata a causa di una falsa accusa organizzata da don Juan.
- Leonte, ne Il racconto d'inverno è il re di Sicilia. Crede erroneamente sua moglie Ermione un'adultera e la fa processare: padre di Mamilio e Perdita, fa morire il primo di dolore ed ordina la morte della seconda credendola figlia di un altro uomo. Alla fine della tragicommedia si riconcilierà con la moglie, tramutata nel frattempo in statua per impedirle la morte di crepacuore.
- Lorenzo:

1. Lorenzo, ne Il mercante di Venezia è il ragazzo con cui scappa Jessica, la figlia di Shylock.
2. Frate Lorenzo, in Romeo e Giulietta, è il confessore di Romeo, a cui questi confida il suo sentimento per Giulietta. Quando Romeo è bandito per l'uccisione di Tebaldo, e il padre di Giulietta le impone il matrimonio col Conte di Parigi, Frate Lorenzo ricorre allo stratagemma di far bere a Giulietta un filtro che la farà sembrare morta per permettere a Romeo, avvisato del trucco da un messaggero, di portarla via dalla cripta e raggiungere Mantova. Ma il messaggio non arriva a destinazione e Romeo, apprendendo la "morte" della fanciulla amata, torna a Verona e si avvelena nella cripta. Frate Lorenzo, sopraggiunto, cerca invano di portar via Giulietta risvegliatasi, ma questa si uccide accanto al suo Romeo.

## M
- Macbeth è il protagonista della tragedia omonima Macbeth. Generale del re di Scozia Duncan, in seguito alle profezie di tre streghe che affermano che diventerà re, e indotto dall'ambiziosa moglie Lady Macbeth, uccide Duncan e con i suoi intrighi riesce effettivamente a essere incoronato re. Ma il destino gli si ritorcerà contro, la moglie finirà suicida ed egli, che si sentiva al sicuro a causa di una male interpretata profezia, sarà sconfitto e ucciso da Macduff.
- Lady Macbeth, in Macbeth, è l'ambiziosa moglie di Macbeth che spinge il marito al delitto pur di vederlo diventare re, e che poi, oppressa dal rimorso, si uccide.
- Macduff, in Macbeth, è il nobile scozzese da cui le streghe mettono in guardia Macbeth. Questi uccide i suoi familiari, ma Macduff avrà la sua vendetta. Quando l'esercito inglese muove contro Macbeth, che si crede invincibile perché le streghe hanno predetto che nessun nato di donna potrà ucciderlo, Macduff svela al nemico che egli non è nato di donna, ma strappato al grembo materno con un parto cesareo. Macduff, vincitore, uccide Macbeth e consegna la sua testa a Malcolm, legittimo erede di re Duncan.
- Malvolio, in La dodicesima notte, è il maggiordomo di Olivia, al centro di una vicenda burlesca organizzata da Maria, sir Toby e altri cortigiani. Sapendo che questi è innamorato di Olivia, gli viene fatta recapitare una finta lettera d'amore della ragazza, innescando una situazione in seguito alla quale Malvolio viene considerato pazzo.
- Marcello è l'ufficiale che, in Amleto, insieme a Bernardo ha invitato Orazio per farlo assistere all'apparizione dello spettro da loro visto sugli spalti le notti precedenti. È sua la famosa battuta "C'è del marcio in Danimarca".
- Margherita, in Molto rumore per nulla è, insieme ad Orsola, una delle dame di compagnia di Ero. Si rende inconsapevolmente complice di un tranello teso da Don Juan per svalutare Ero agli occhi del promesso sposo Claudio, ma alla fine della commedia la sua lealtà viene riconosciuta.
- Maria, in La dodicesima notte, è la vivace cameriera di Olivia che organizza una burla ai danni di Malvolio, e sposa poi sir Toby.
- Mercuzio, in Romeo e Giulietta, è il contraddittorio amico di Romeo, arguto, sognatore, affabulatore inquieto. Viene ucciso in duello da Tebaldo e involontariamente è proprio Romeo causa della sua morte.
- Michele:

1. Michele Cassio, in Otello, è nominato luogotenente da Otello attirandosi le ire di Iago che sperava per sé quella carica. Una notte Cassio subisce un'aggressione e reagisce; a causa di questa rissa Otello lo punisce degradandolo, e Iago gli consiglia di pregare Desdemona di intercedere per lui presso Otello. Iago utilizzerà questo episodio, suffragato da false prove, per convincere Otello che Desdemona e Cassio sono amanti. Otello, sconvolto dalla gelosia, strangola Desdemona e poi, appreso l'inganno in cui è caduto, compie una strage e si suicida. È lecito pensare che dopo le morti di Otello e Cassio, sia diventato lui il nuovo generale dell'esercito Veneziano.

- Miranda, ne La tempesta, è la figlia di Prospero, duca di Milano, che, spodestato dal fratello, si rifugia in un'isola dove abita Calibano con alcuni spiriti, e riesce a dominarli. Il figlio del re di Napoli, giunto lì per una tempesta suscitata dalle magie di Prospero, si innamora di lei.
- Montecchi:, in Romeo e Giulietta, è una nobile famiglia veronese da varie generazioni in contrasto con un'altra famiglia del luogo, i Capuleti. Il principe di Verona, dopo l'ennesima rissa, cerca di ricondurre i Montecchi e i Capuleti alla ragione decretando che i capi delle due famiglie risponderanno di persona per ogni ulteriore disordine. Ma la tragedia esploderà ugualmente.
- Montano, in Otello, è il governatore dell'isola di Cipro

## O

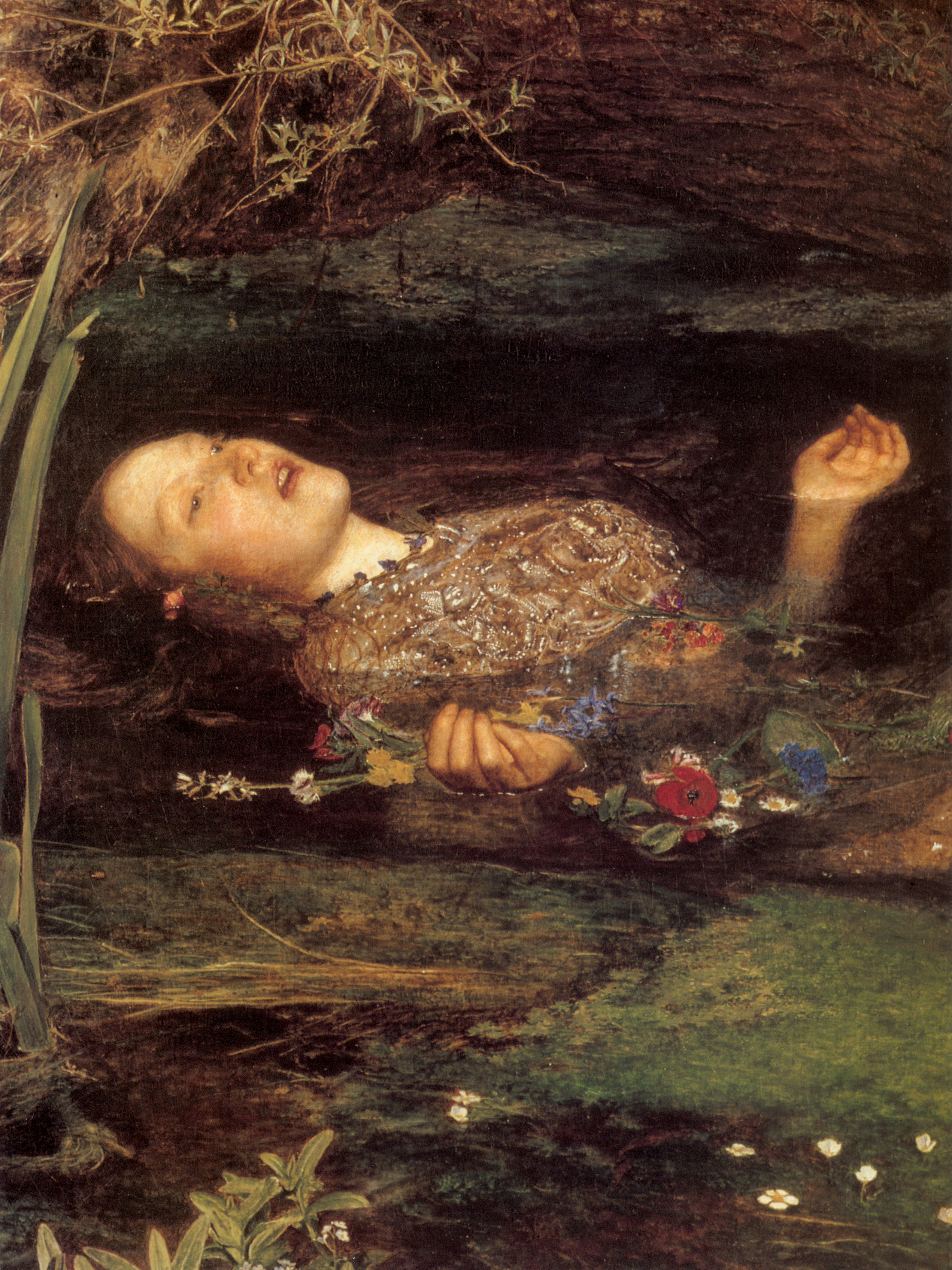
La morte di Ofelia

- Oberon, in Sogno di una notte di mezza estate, è il Re delle fate, che, sullo sfondo della celebrazione delle nozze tra Ippolita e Teseo, insieme al folletto Puck si diverte a suscitare, con i suoi incantesimi, intrighi e passioni in varie coppie di innamorati. Nella confusione dei sortilegi e degli innamoramenti è coinvolta anche Titania, la sposa di Oberon. Alla fine Oberon scoglie tutti gli incantesimi, le coppie che si erano separate inseguendo nuovi amori si ricompongono, Titania si riconcilia con lui e tutto torna alla normalità.
- Ofelia, fidanzata di Amleto all'inizio del dramma, è da lui rifiutata e in seguito alla morte del padre precipita nella follia. Si uccide gettandosi in un fiume.
- Olivia, in La dodicesima notte, è la ricca contessa di cui si innamora il duca Orsino. Questi invia a lei per pregarla di accondiscendere al suo amore il suo paggio Cesario. Ma Olivia si innamora proprio del paggio, che però in realtà è una ragazza, Viola, che, sospinta in quelle contrade da una tempesta, ha assunto un'identità maschile. Olivia finirà per sposare il fratello gemello di Viola, Sebastiano. Molti gli equivoci, ma tutto sarà chiarito alla fine.
- Orazio, in Amleto è un amico di Amleto che si unisce al turno di guardia per vedere lo spettro che appare da alcune notti al castello. Tenta di stabilire un contatto con lui, ma lo spettro non gli parla. Alla fine della tragedia, Orazio è tra i pochi sopravvissuti ed è lui ad offrire a Fortebraccio, principe di Norvegia, la corona di Danimarca.
- Orsino, in La dodicesima notte, è il duca di cui si innamora Viola, travestita da ragazzo. Orsino però, per cui Viola è solo un paggio, ama invece Olivia. Dopo varie vicissitudini Orsino, scoperta l'identità femminile di Viola, finirà con lo sposarla.
- Oswald (Osvaldo), in Re Lear, è il servo ossequioso di Gonerilla e su sua istigazione, bistratta il re ospite al castello della figlia. Nel tentativo di assassinare l'ormai cieco conte di Gloucester, muore per mano di Edgar.
- Otello è il protagonista della tragedia omonima Otello. Generale moro dell'esercito della repubblica di Venezia, viene persuaso da Iago dell'infedeltà della moglie Desdemona con il suo luogotenente Michele Cassio.

## P
- Page:
- Paride (o Paris) è promesso sposo di Giulietta in Romeo e Giulietta.
- Don Pedro in Molto rumore per nulla, è il principe d'Aragona che, giunto a Messina, viene ospitato dal governatore Leonato. Egli, insieme ai suoi amici, si propone di riuscire a far innamorare l'uno dell'altro Beatrice e Benedetto, entrambi dal carattere polemico e ribelle. E alla fine i due si scoprono veramente innamorati...
- Petruccio in La bisbetica domata, è un gentiluomo di Verona che decide di sposare Caterina per le sue ricchezze, nonostante il suo brutto carattere; in fondo è affascinato da lei e finirà per conquistarla.

Phoebe pastora, in Come vi Piace è amata da Silvio, ma si innamora di Ganimede, non sapendo che in realtà si tratta di una donna. Alla fine sposa Silvio.
- Polonio: nell'Amleto è un consigliere di corte, padre di Laerte ed Ofelia. Viene ucciso con un colpo di spada da Amleto mentre, nascosto dietro un arazzo, ascolta una conversazione tra il principe e sua madre Gertrude. La sua morte getta Ofelia nella follia e rende Laerte furibondo e desideroso di vendicarne la morte.
- Porzia: ricca ereditiera di cui è innamorato Bassanio nella commedia Il mercante di Venezia.
- Prospero protagonista de La tempesta, duca legittimo di Milano esiliato su una piccola isola dal fratello.
- Puck, in Sogno di una notte di mezza estate, è il dispettoso folletto al servizio di Oberon;

## R
- Re di Francia, in Re Lear è lo sposo di Cordelia.
- Regan (Regana), è una delle figlie di Re Lear, sorella di Goneril e Cordelia.
- Robin Goodfellow: altro nome di Puck.
- Roderigo, in Otello, è un rampollo innamorato di Desdemona. Ogni suo tentativo di avvicinare la fanciulla si rivelerà però infruttuoso. Manipolato da Iago, cadrà vittima di un intrigo.
- Romeo Montecchi è uno dei due protagonisti di Romeo e Giulietta. Figlio di Montecchi, si innamora di Giulietta, la figlia di Capuleti, il nemico di suo padre, con esiti tragici.
- Rosalinda protagonista di Come vi piace, è l'unica figlia del duca usurpato, dotata di un'intelligenza vivace e un umorismo pungente. Legata a Celia da un profondo affetto e amata dal popolo, lo zio Federick le intima di andarsene da palazzo, pena la morte. Fugge con Celia e Touchstone nella foresta di Arden, dove assume l'identità maschile di "Ganimede". Qui incontra il padre e il suo innamorato Orlando ma, sotto le mentite spoglie di Ganimede, si attira l'amore di Phoebe e crea una serie di divertenti equivoci. Con lieto fine.
- Rosencrantz (vedi Guildernstern)

## S
- Sebastiano: fratello di Alonso, ne La tempesta.
- Shylock è il protagonista de Il mercante di Venezia, usuraio ebreo che pretende un'oncia della carne di Antonio.
- Tre Streghe annunciano il sanguinoso cammino di Macbeth verso la corona di Scozia.

## T
- Teseo, in  Sogno di una notte di mezza estate, è il duca di Atene e promesso sposo di Ippolita;
- Tibaldo, in Romeo e Giulietta è un componente della famiglia dei Capuleti, cugino di Giulietta. Uccide Mercuzio in duello che lo aveva chiamato "il principe dei gatti" e viene a sua volta ucciso da Romeo.
- Titania, in Sogno di una notte di mezza estate, è la moglie di Oberon, re delle fate. Per ordine del marito, incollerito con lei, subisce l'effetto di una pozione che la fa innamorare di Bottom, commediante trasformato in uomo con la testa d'asino. Il riconciliamento tra i due sposi rimetterà le cose a posto.
- Tito Andronico è il protagonista di Tito Andronico.
- Touchstone, buffone alla corte di Frederick, compare in Come vi piace dove fugge nella foresta di Arden insieme a Rosalinda e Celia. Di spirito arguto, si innamora della contadinella Audrey, con cui convola a nozze.
- Trinculo, ubriacone in la tempesta, viene scambiato da Calibano per una divinità.

## V
- Viola è il personaggio principale de La dodicesima notte. Si traveste da ragazzo con il nome di Cesario. Ama Orsino. Olivia si innamora di Cesario.

## Y
- Yorick è un personaggio dell'Amleto ed ha il ruolo di buffone di corte

| Controllo di autorità | LCCN (EN) sh85120865 · J9U (EN, HE) 987007286932005171 |